# 丹尼·努奇
丹尼·努奇（英語：Danny Nucci，1968年9月15日—）是一位美國電影和電視的演員。

## 私人
- 丹尼·努奇生於奧地利克拉根福，母親是摩洛哥人，父親則是義大利人。出生時便前往義大利居住直到7歲，之後便和他的母親、父親及兩個姊妹(Natalie Nucci和 Elle Nucci)搬到美國居住，他暫時住在紐約的皇后區，而他的父母則住在加州的舊金山。他之後在洛杉磯格蘭特高中（英语：Grant_High_School_(Los_Angeles)）畢業。
- 他與寶拉 馬歇爾在1997年同演那個老感覺（英语：That Old Feeling）時認識，於2003年10月12日和寶拉 馬歇爾結婚，並孕有兩的女孩。

## 事業
丹尼·努奇是一位具有遊玩性格的演員，他短暫的經歷了四個不同的時期。

## 演出電影

### 動作片
- 毁灭者
- 絕地任務
- 存活 (1993年)
- 鐵達尼號 (1997年)

### 驚悚片
- 縱火2：死灰復燃（英语：Firestarter 2: Rekindled） (和瑪格麗特莫羅（英语：Marguerite Moreau）)( 2002年)
- 赤色風暴 (和金·哈克曼、丹佐華盛頓)（1995年） 潛艇電影

### 喜劇
- 書愛（英语：Book of Love (1990 film)） (1990年)

### 計畫
- 菲力姆 (2010年)

## 電視劇
- 如此一家人（2013年－至今）